# 反相器
| 输入 A | 输出 NOT A |
| 0      | 1          |
| 1      | 0          |

非门标志

反相器（英語：Inverter）也称非门（英語：NOT gate），是数字逻辑中实现逻辑非的逻辑门，功能见右侧真值表。
这种功能代表了数字电路中理想开关表现的假定，但是在实际的反相器设计中，元件有其需要特别关注的电气特性。实际上，CMOS反相器的非理想过渡区表现使其能在模拟电路中用作A类功率放大器（如作为运算放大器的输出级）。

## 概述
下列包括逻辑门的3种符号：形状特征型符号（ANSI/IEEE Std 91-1984）、IEC矩形国标符号（IEC 60617-12）和不再使用的DIN符号（DIN 40700）。其他的逻辑门符号见逻辑门符号表。
| 表达式                            | 符号                              | 符号         | 符号      | 功能表 |
| --------------------------------- | --------------------------------- | ------------ | --------- | --- |
| 表达式                            | ANSI/IEEE Std 91-1984             | IEC 60617-12 | DIN 40700 | 功能表 |
| {\displaystyle Y={\overline {X}}} |                                   |              |           | \| X \| {\displaystyle Y={\overline {X}}} \| \| - \| --------------------------------- \| \| 0 \| 1 \| \| 1 \| 0 \| |
| X                                 | {\displaystyle Y={\overline {X}}} |              |           | |
| 0                                 | 1                                 |              |           | |
| 1                                 | 0                                 |              |           | |

## 电路实现

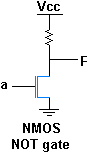
NMOS反相器
PMOS反相器
TTL反相器
静态CMOS反相器
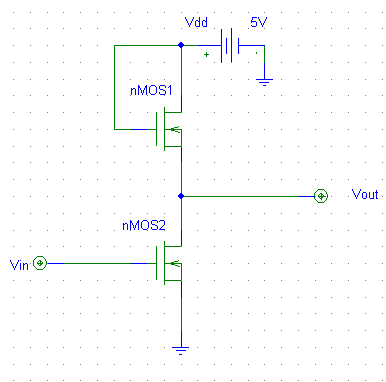
饱和负载数字反相器
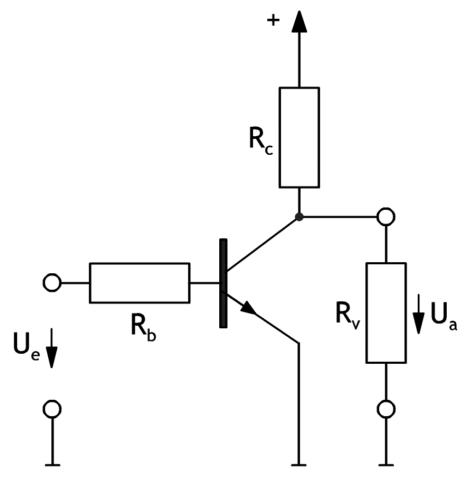
三极管反相器
开关实现的反相器

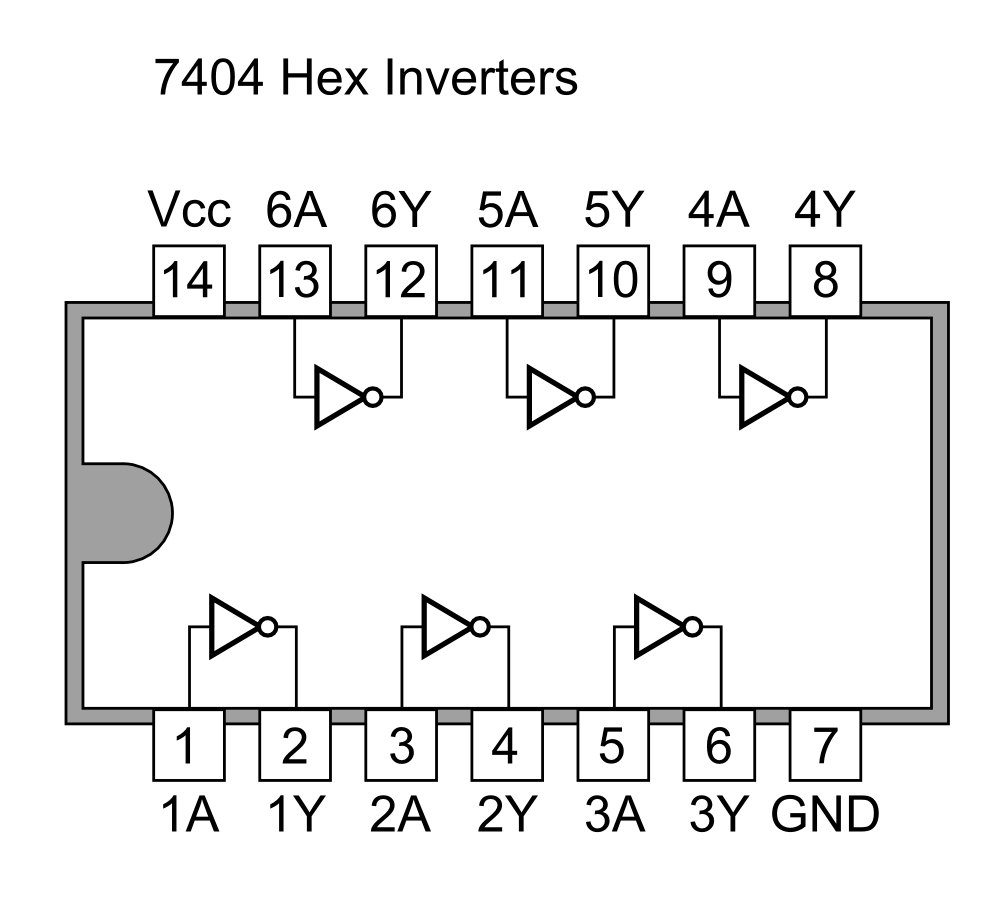
标准7404 TTL六反相器中非门的排列

反相器电路输出电压所代表的逻辑电平与输入相反。反相器可以仅用一个NMOS晶体管或一个PMOS连接一个电阻来构建。因为这种“阻性漏极”方式只需要使用一种类型的晶体管，其制造成本非常小。不过，由於电流以两种状态之一流过电阻，这种阻性漏极配置有功耗和状态改变的处理速率问题。另外，反相器可以用两个互补晶体管配置成CMOS反相器。这种配置可以大幅降低功耗，因为在两种逻辑状态中，两个晶体管中的一个总是截止的。处理速率也能得到很好的提高，因为与NMOS型和PMOS型反相器相比，CMOS反相器的电阻相对较低。反相器也可以电阻－晶体管逻辑（RTL）或晶体管－晶体管逻辑（TTL）使用双极性晶体管（BJT）构建。
數碼电子电路在逻辑0和1（二进制）对应的固定电压电平范围内进行运算。反相器电路是基本的逻辑门，可以在两个电压电平间变换。实际构建的反相器的电压都是不同的，例如TTL电路中0是低电平，+5V是高电平。

### 数字功能模块

标准4049 CMOS六反相缓冲器中非门的排列

反相器是数字电路中的一种基本功能模块。将两个串行反相器的输出作为一位寄存器的输入就构成了锁存器。锁存器、数据选择器、译码器和状态机等精密数字元件都需要使用基本反相器。
六反相器是一种包含6个反相器的集成电路。例如，7404 TTL芯片有14个引脚，4049 CMOS芯片有16个引脚，两种芯片都各有2个引脚用於电源供电/基准电压，12个引脚用於6个反相器的输入和输出（4049有2个引脚悬空）。

### 性能测定
反相器性能常用表示输入-输出电压关系的电压传输特性曲线（VTC）来测定。曲线图能反映出元件的参数，包括噪声容限、增益和操作逻辑电平。

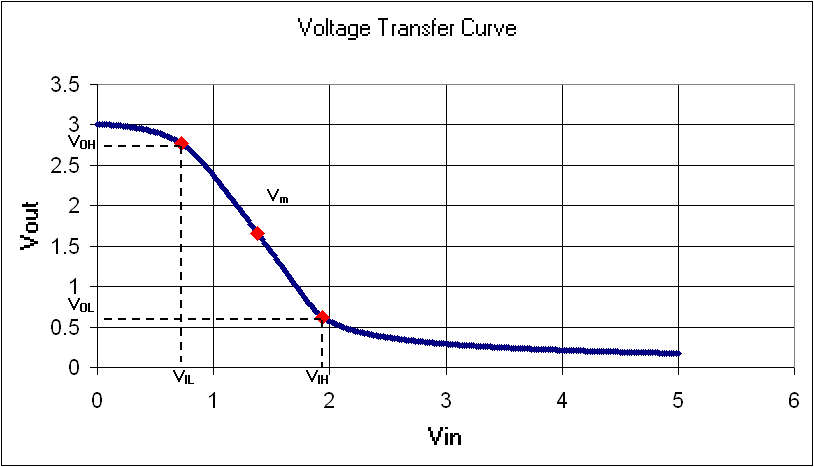
北卡罗来纳州立大学组建的20微米反相器的电压传输特性曲线

反相器理想化的电压传输特性曲线是单位阶跃函数，这表明反相器能在高电平和低电平间无延迟精确的翻转，但在实际元件中，曲线存在过渡区。曲线表明若输入为低电压，则输出为高电压；若输入为高电压，则输出电压逐渐接近0V。过渡区的斜率是性能测量的指标，过渡区越陡峭，即斜率越大，性能越好，若斜率接近无穷，则电路能在高电平和低电平间精确翻转，反相器就是理想的。
噪声容限可以通过每一工作区中的最大输出电压VOH和最小输入电压VIL的比值来测定。
输出电压VOH可以在级联多个元件时测定信号驱动强度。